# 418689 Gema
418689 Gema este o planetă minoră (asteroid), cu un diametru de 4,32 km, din centura de asteroizi. A fost descoperită pe 24 octombrie 2008 la Observatorio de La Cañada⁠(d) de . 
Obiectul prezintă o orbită caracterizată de o semiaxă mare de 3,1239776582451 UAi, o excentricitate de 0,14413023415036, o înclinație de 27,91997389156 ° în raport cu ecliptica.